# Crayon de couleur
Un crayon de couleur est un crayon utilisé pour le dessin en couleurs, à la différence du crayon graphite, qui ne permet que des dessins en noir et blanc avec un jeu de valeurs.

## Fabrication

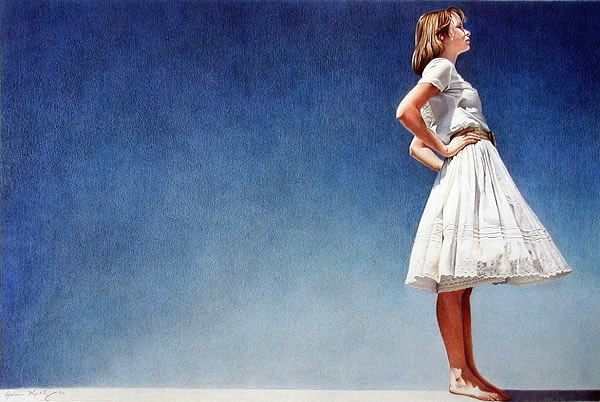
Exemple d'un dessin aux crayons de couleur (Broken rules d'Ann Kullberg).

Généralement fabriqués en bois, on trouve aussi cette appellation des « crayons » en plastique. Contrairement aux crayons à mine, qui sont classés selon leur dureté (H, HB, B), les crayons de couleur sont plutôt tendres. Certains crayons de couleur, appelés crayons aquarellables, contiennent de la gomme arabique dans leur mine, ce qui permet une dilution dans l’eau pour un travail en aquarelle. D’autres crayons à mine très grasse sont utilisés spécialement pour le maquillage.

## Utilisation

### Dans les arts graphiques

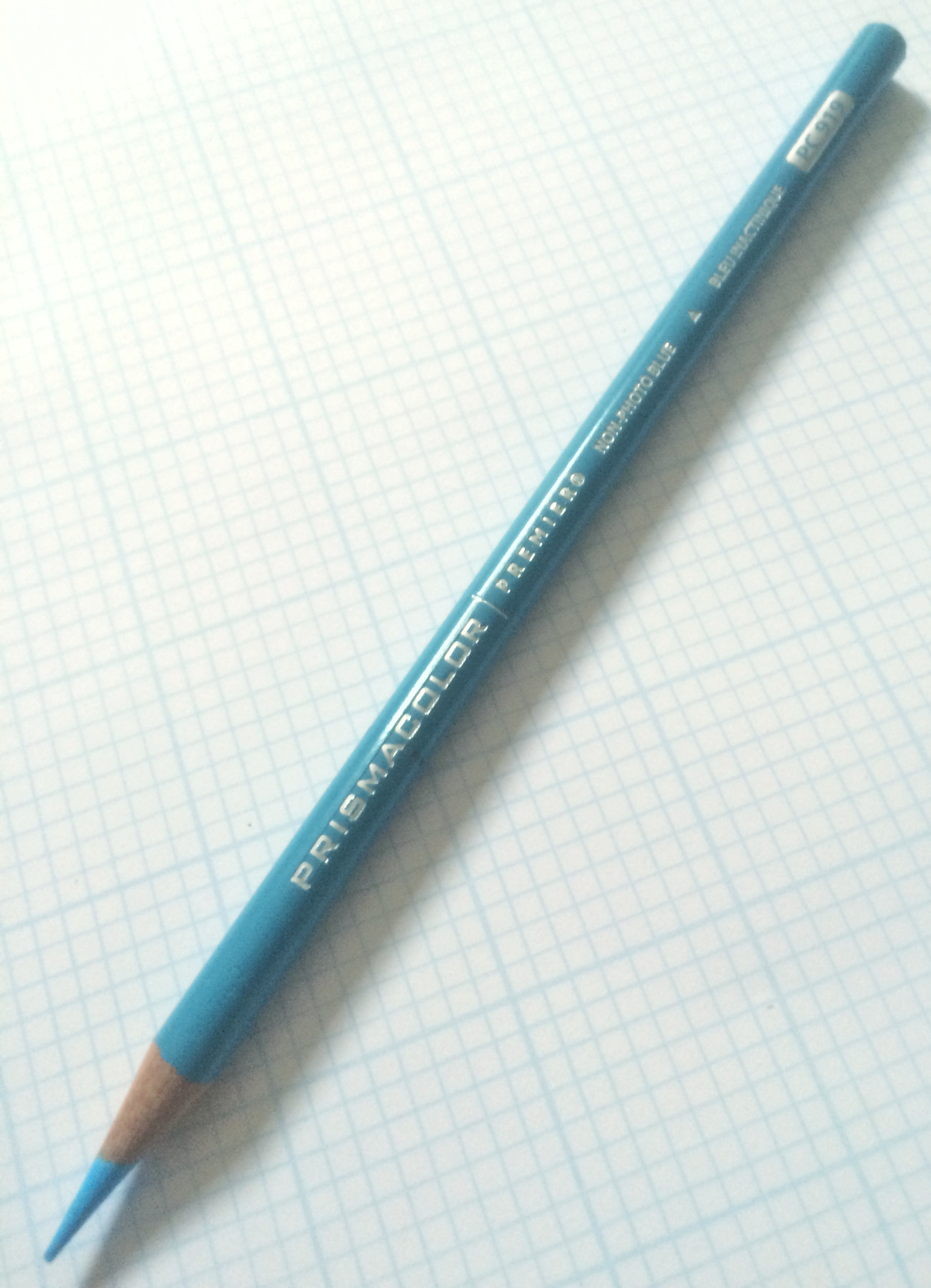
Crayon bleu inactinique.

Les crayons de couleur sont utilisés par de nombreux artistes dans différents domaines : illustration, bande dessinée, dessin artistique ou technique, publicité et animation. Ils peuvent offrir une grande qualité que ce soit au niveau des pigments, des liants, du support en bois et des choix des différentes couleurs. Ces derniers sont vendus à l'unité, en boîtes aux gammes prédéfinies ou coffrets contenant un nombre variable de couleurs allant de quatre à plusieurs centaines. Selon l'effet recherché, la technique traditionnelle du crayon de couleur utilise un papier plus ou moins grainé, selon l'effet recherché. Le coloriage se fait par tracés successifs rapprochés légers, sous forme de hachures, que l'on peut entrecroiser et éventuellement superposer avec d'autres couleurs afin de produire une grande variété de nuances. Le mélange des couleurs se fait à la fois par la superposition et le mélange physique des pigments, mais aussi optiquement par juxtaposition. Le blanc du papier qui demeure apparent confère au travail une grande légèreté. Il est également possible de recouvrir entièrement la surface du papier de pigment pour obtenir des surfaces denses en couleur tout en conservant une matière très riche. Divers effets peuvent être également obtenus par des techniques comme l'estampage de lignes ou de points à l'aide d'outil ou encore le grattage, etc.
Dans un usage artistique des crayons de couleur, on portera davantage attention à :
1) La dureté de la mine : 
Une mine plus tendre permet un meilleur rendu des couleurs, des dégradés riches, mais aussi un mélange beaucoup plus fluide. Inversement, une mine plus dure est plus utile pour des détails fins, mais moins expressive en termes de couleur.
2) La qualité du bois : 
Un bois de qualité, comme le cèdre blanc de Californie ou le genévrier de Virginie, fait de ces crayons un choix privilégié pour les artistes professionnels. En effet, ils se taillent facilement et protègent la mine, ce qui évite les cassures : ces éléments sont essentiels pour une utilisation spécialisée ou intensive.
3) La résistance à lumière du pigment :
Un pigment résistant à la lumière ne se dégrade pas avec le temps, garantissant la durabilité de l’œuvre.

### Pour les enfants
Les crayons de couleur sont, traditionnellement, associés aux activités scolaires et aux loisirs créatifs des enfants en raison de leur maniabilité et de leur caractère non salissant. Dans ce domaine, ils sont concurrencés par les stylos-feutres. Cependant, leur mode de fabrication incluant des colorants contenants des métaux lourds comme le chrome, le cadmium et du bois verni peut potentiellement les rendre toxiques pour les jeunes enfants. Il existe certaines alternatives sans substances nocives qui sont disponibles sur le marché. En effet, le marché français propose une grande variété de crayon de couleur avec un usage spécifique. À l’école, des crayons de couleur à gaine en résine de synthèse avec une mine plutôt sèche et fabriqués à partir de matériaux recyclés ont été mis au point pour permettre aux élèves de tracer et colorier sans que la mine ne se casse systématiquement : il s’agit du BIC kids Evolution. Certains crayons de couleurs sont fabriqués avec un corps en bois ergonomique de forme triangulaire afin de faciliter la tenue en main à trois doigts. Ainsi, l’élève peut aisément les manipuler sans risque de les abîmer. L’usage des crayons de couleurs en milieu scolaire est destiné aux enfants en apprentissage du coloriage : ils sont peu onéreux, mais offrent une qualité conforme aux attentes des enseignants.

### Crayon bleu inactinique
Parmi les variantes spécifiques du crayon de couleur, on trouve le bleu inactinique, disponible sous forme de crayon classique ou de mines pour porte-mine. Il se distingue par sa teinte bleu clair conçue pour ne pas apparaître lors d'une reproduction au trait avec une pellicule photographique à fort contraste (film lith), ou qui peut être facilement supprimée par un simple réglage lors d'un scan. Ce crayon permet de réaliser un crayonné préalable ensuite encré en noir, sans qu’il soit nécessaire de le gommer (ce qui évite les risques liés au gommage notamment lorsque l'encre est encore humide ou que le support est fragile). La couleur bleue est donc invisible dans le résultat final en faisant un outil particulièrement apprécié dans les domaines du graphisme, de la bande dessinée, du manga et de l’animation et plus particulièrement pour des œuvres réalisées en noir et blanc, même si elles peuvent être mises en couleur par la suite.

## Galerie d'images

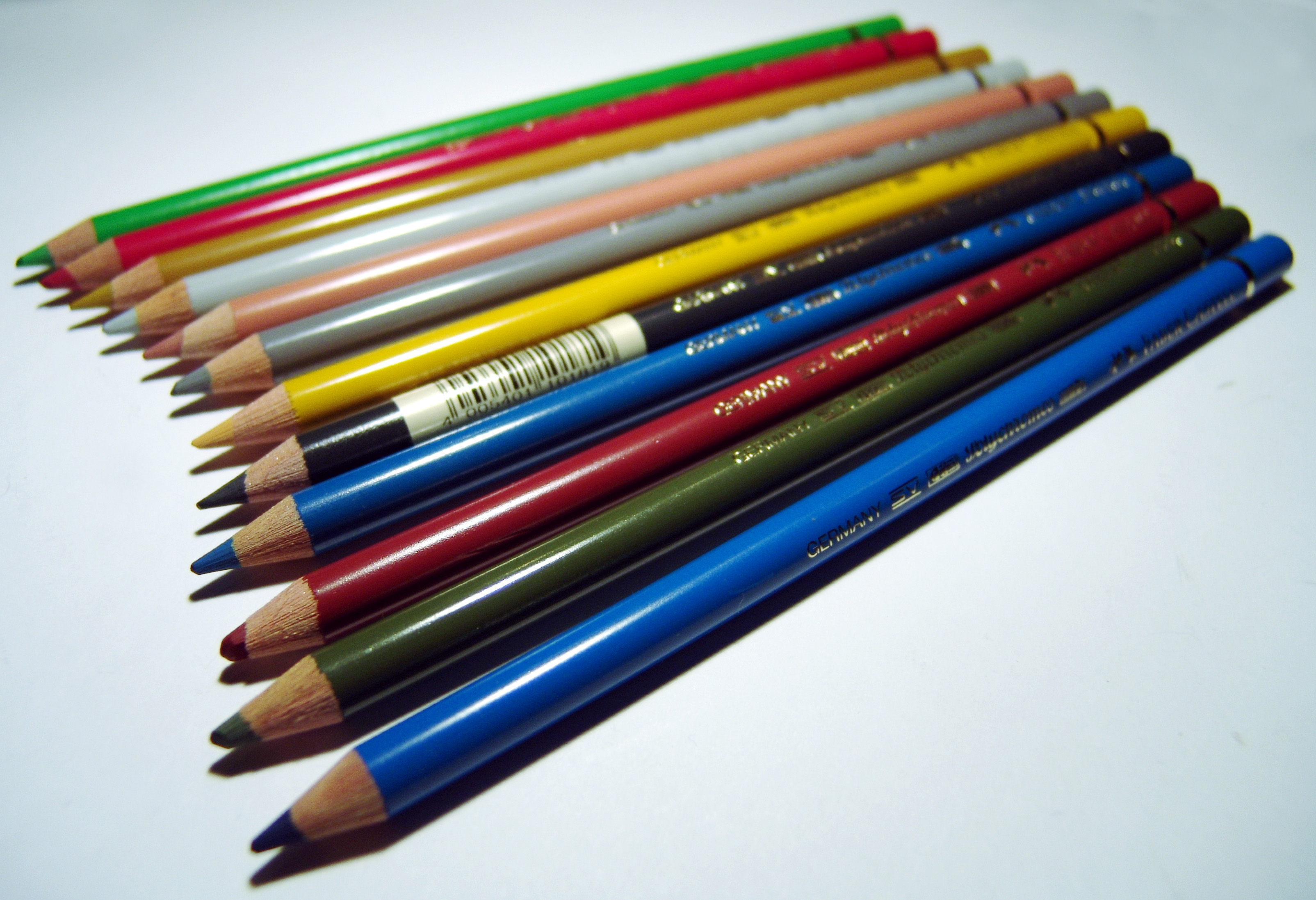
Assortiment de crayons de couleur pour artistes de la marque Faber-Castell Polychromos
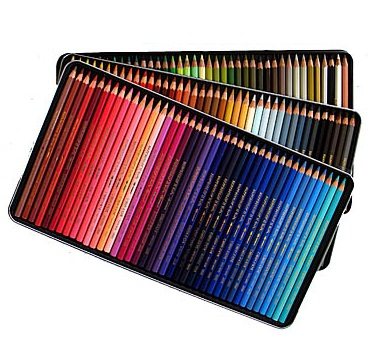
Gamme complète de crayons de couleur aquarelles de la marque Caran d'Ache
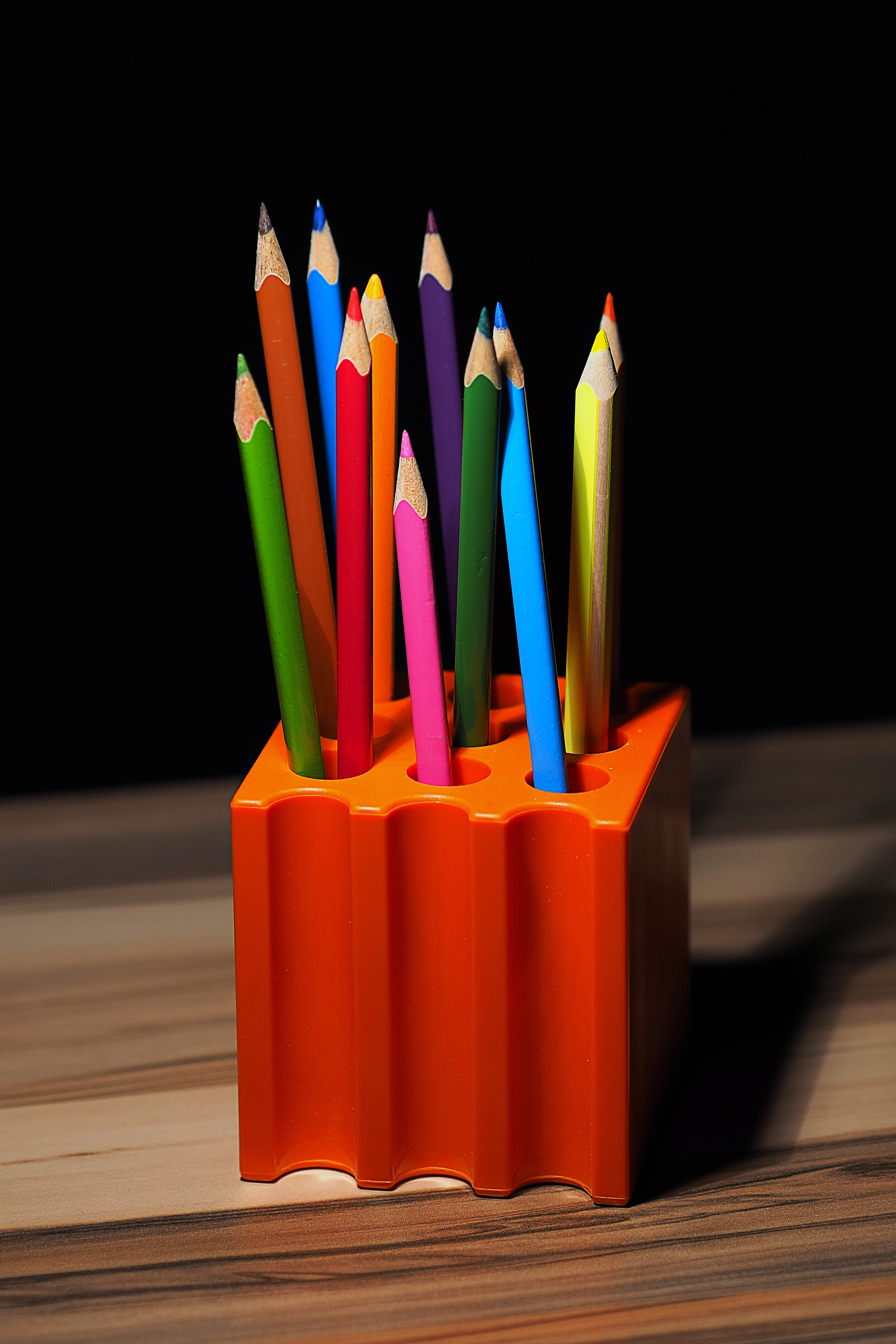
Porte-crayon portant des crayons de couleur.